# Squarcino Borri
Squarcino Borri, detto anche Scarsino (Santo Stefano Ticino, 1230 – Invorio, 1277), è stato un condottiero italiano signore delle terre di Santo Stefano Ticino.

## Biografia
Squarcino era figlio di Lanfranco dei Borri (fine XII - inizio XIII secolo), signore feudale locale della città di Santo Stefano Ticino che vantava tra i propri antenati anche un vescovo milanese, San Mona. Ancora in gioventù, a differenza del padre, pur mantenendo le proprie prerogative signorili, Squarcino intraprese la carriera militare e si pose a capo dei nobili esuli da Milano all'avvento dei Torriani, rimanendo fedelissimo sostenitore della famiglia Visconti. Si distinse come capitano al servizio di Ottone Visconti nella famosa Battaglia di Desio.
Nel 1254 sposò Antonia, dalla quale ebbe tra gli altri una figlia, Bonacossa Borri, che venne data in sposa a Matteo I Visconti, che divenne in seguito Signore di Milano, a partire dal 1269. Nella medesima epoca alla famiglia Borri vennero riconfermati i propri diritti feudali sulle proprie terre, e lo stesso Squarcino divenne feudatario anche delle terre di Castellazzo de' Stampi, nel 1275, rimanendo in carica sino alla propria morte.
Morì a Invorio nel 1277.